# Sloup vévody a vévodkyně z Cambridge
Sloup vévody a vévodkyně z Cambridge, znám též jako Sloup vévodů z Cambridge, používáno i vévodů cambridgeských či cambridžských, nazýván též Cambridgeský sloup, původního názvu Cambridge Säule, se nachází na Bernardově skále při okraji Skalníkových sadů v Karlových Varech. Byl vztyčen 13. srpna 1834 jako upomínka na vzácné hosty, Jejich královské Výsosti vévodu a vévodkyni z Cambridge.

## Historie

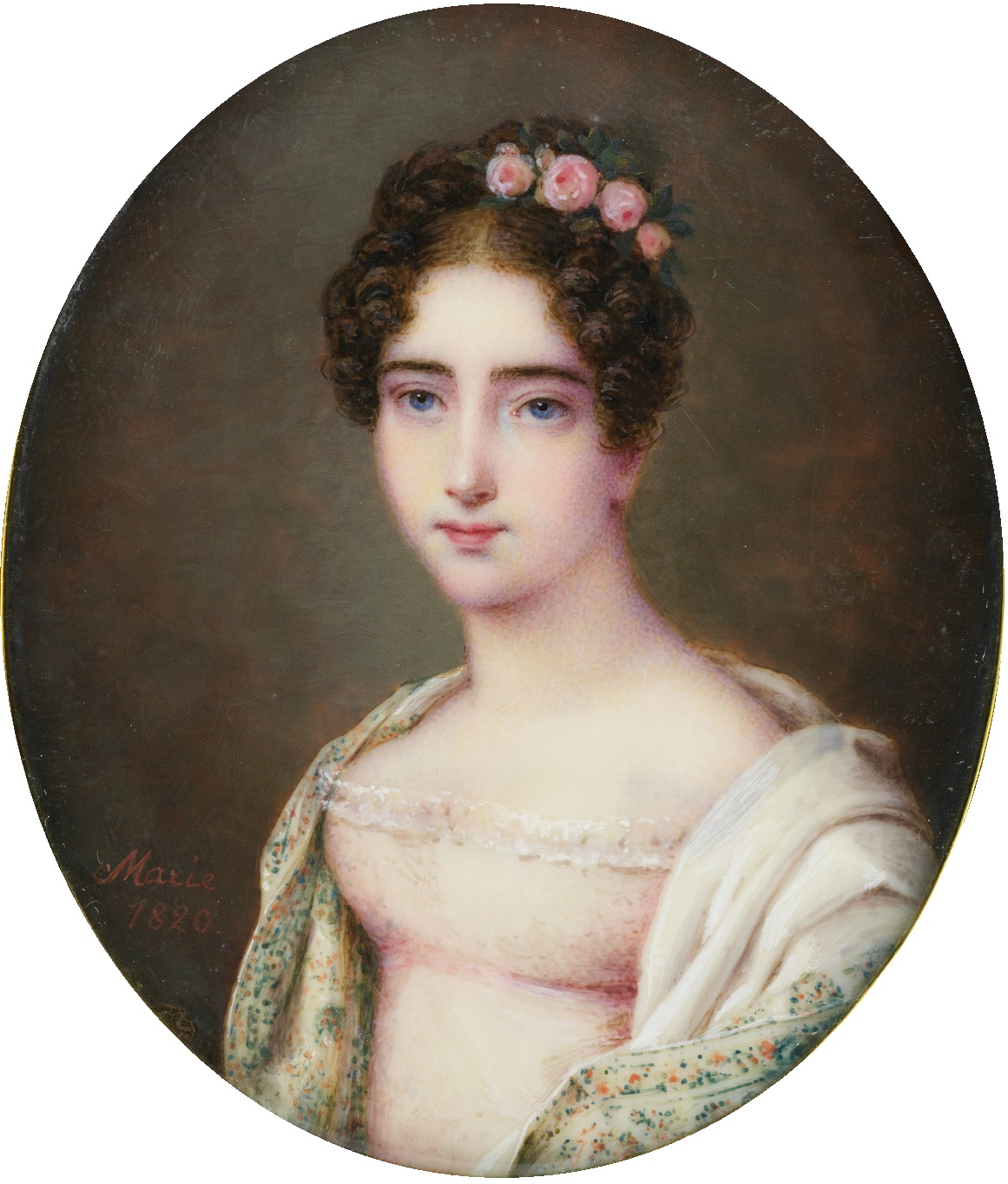
Vévodkyně Augusta Hesensko-Kaselská
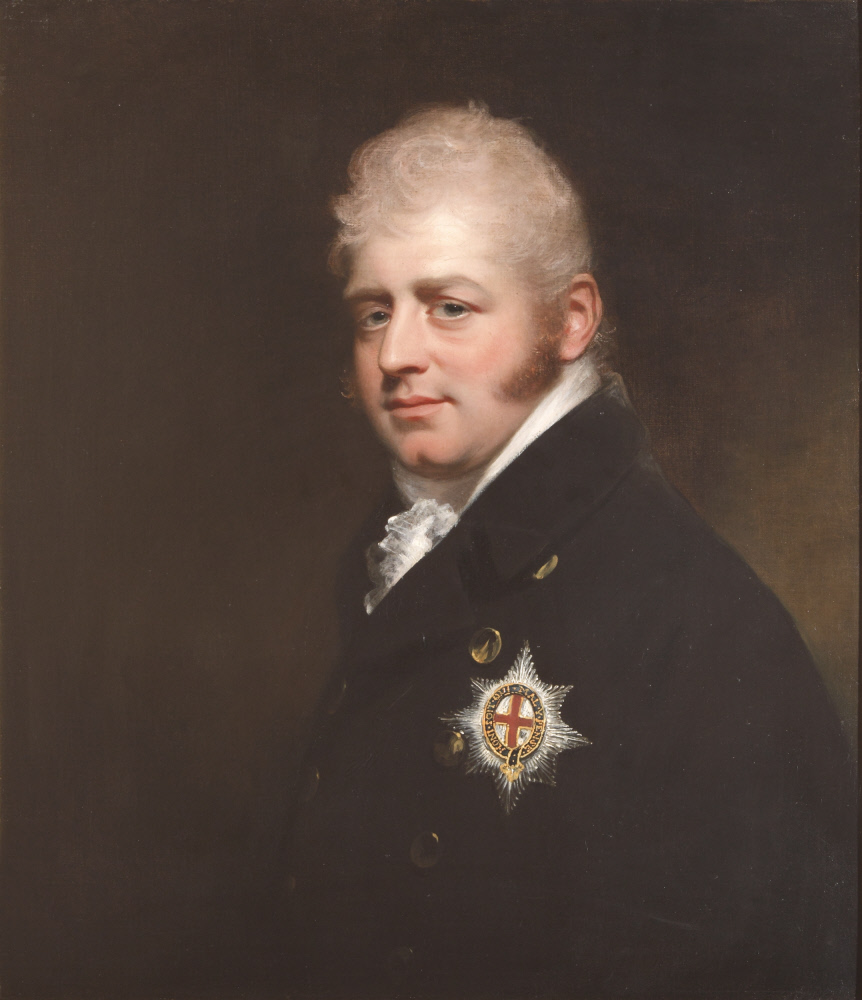
Vévoda Adolf z Cambridge

Podle seznamu lázeňských hostů, tzv. Kurlistů, přijel 17. července 1834 do Karlových Varů vévoda Adolf z Cambridge (1774–1850, celým jménem Adolphus Frederick, princ Velké Británie, Irska a Hannoveru, 1. vévoda z Cambridge, desátý potomek a sedmý syn britského krále Jiřího III.) s manželkou, vévodkyní Augustou Hesensko-Kaselskou (1797–1889, celým jménem Augusta Wilhelmina Louisa von Hessen) a jejich starší, tehdy 11letou dcerou Augustou (1822–1916). Doprovázelo je 25členné služebnictvo. Ubytovali se v prestižním domě Bílý lev na Tržišti.
O vzniku sloupu informuje kronika bratří Platzerů: Dne 13. srpna 1834 byl na náklady města nad Bernardovým altánem v parku, rozšířeného díky koupi několika soukromých pozemků, vztyčen vysoký žulový sloup a o den později, 14. srpna v 11 hodin, pak věnován Jejich královským Výsostem vévodovi a vévodkyni z Cambridge. Za hojné účasti vzácné honorace byl sloup rituálně posvěcen, jak bývalo běžným zvykem. Pro tuto slavnost byla i složena trojhlasá píseň. Událost popisuje též karlovarský kronikář a tehdejší starosta města Josef Johann Lenhart. Uvádí, že svěcení této památky se kromě mnoha významných vzácných hostů zúčastnili také krajský hejtman baron Karg a oba komisaři z Lázeňské inspekce – hrabě von Gorcey a Ludwig Richter.
Vévoda z Cambridge s manželkou, dcerou i doprovodem odcestovali hned následujícího dne do Prahy. Odsud pak vévoda zaslal do karlovarské městské pokladny slíbených 400 zlatých na platy pro budoucí personál místní nemocnice, která se právě budovala z prostředků štědrých šlechtických mecenášů.
Turbulentní období po druhé světové válce, kdy bylo mnoho památek v Karlových Varech poničeno nebo dokonce odstraněno, Cambridgeský sloup přestál bez úhony. K poškození však došlo v lednu 2014, kdy jej postříkal sprejem neznámý vandal.

## Popis
Sloup se nalézá na vyzděné kruhové terase na vrcholu Bernardovy skály nad Skalním pramenem Mlýnské kolonády.
 

Jde o prostý žulový sloup s toskánskou hlavicí a abakem. Na přední straně je umístěna černá oválná kartuš, kde je pozlaceným písmem napsáno:
Gewidnet Dem Herzog uns der Herzogin von Cambridge MDCCCXXXIV

V českém překladu nápis zní „Věnováno vévodovi a vévodkyni z Cambridge 1834“. Text v němčině odpovídá textu uvedenému v kronice bratří Platzerů, když však byl nápis restaurován, došlo k přehlédnutí, neboť místo uns mělo být správně und, namísto Gewidnet správný tvar Gewidmet a člen Dem neměl být kapitalizován. Nápis byl restaurován z důvodu odstranění vandalského poškození z ledna 2014.